# Франколі (річка)
Франколі — річка в Каталонії (північно-східна Іспанія). Його джерело знаходиться в горах Прадес і впадає в Середземне море в Таррагоні.
Ця річка має дуже нерегулярну течію. Це може спричинити сезонні повені, деякі з яких, як-от повінь 1917 року, спричинили масштабні руйнування в Таррагоні. Його давньоримська назва була Тулсіс.